# Lauren Spencer-Smith
Lauren Spencer-Smith (Portsmouth, 28 settembre 2003) è una cantante canadese.

## Biografia
Nasce nel 2003 a Portsmouth, all'età di sei anni si è stabilita con la famiglia sull'isola di Vancouver dove ha avuto modo di approcciare alla musica e al canto. Nel 2015 ha vinto una competizione radiofonica per talenti locali e ha avuto l'occasione di esibirsi dal vivo con Keith Urban al Sunfest nella Cowichan Valley.
Nel 2019 ha acquisito popolarità pubblicando su YouTube una cover di Always Remember Us This Way di Lady Gaga. Nello stesso ha reso disponibile due album live Unplugged registrati il 27 luglio al Port Theatre di Nanaimo, il primo dei quali le ha garantito una nomination ai Juno Awards 2020 come Album adult contemporary dell'anno. Nel marzo 2020 ha partecipato alla diciottesima edizione di American Idol, dove ha superato le audizioni venendo poi eliminata nella top twenty del programma.
Il 15 luglio 2021 ha pubblicato il suo primo singolo ufficiale Back to Friends, seguito ad ottobre da For Granted. A novembre ha pubblicato un'anteprima della canzone Fingers Crossed su TikTok ed è divenuta un fenomeno virale; il singolo è stato poi reso disponibile il 5 gennaio 2022 e ha raggiunto i vertici nelle classifiche di Irlanda e Norvegia e la top five nel Regno Unito. Il successo del brano, certificato doppio platino dalla Music Canada, l'ha condotta a firmare un contratto discografico con l'Island Records e con la Republic Records. Il 14 aprile 2022 ha pubblicato il singolo Flowers come seguito di Fingers Crossed.

## Discografia

### Album in studio
- 2023 – Mirror
- 2025 – The Art of Being a Mess

### Album dal vivo
- 2019 – Unplugged, Vol. 1 (Live)
- 2019 – Unplugged, Vol. 2 (Live)

### EP
- 2020 – Mixed Emotions

### Singoli
- 2021 – Back to Friends
- 2021 – For Granted
- 2022 – Fingers Crossed
- 2022 – Flowers
- 2022 – Narcissist
- 2022 – Single on the 25th
- 2023 – Best Friend Breakup
- 2023 – Fantasy (con Gayle ed Em Beihold)
- 2023 – That Part
- 2023 – Broke Christmas
- 2023 – Santa Baby
- 2023 – Last Christmas
- 2024 – Small
- 2025 – Pray
- 2025 – If Karma Doesn't Get You (I Will)
- 2025 – Bridesmaid